# Cannagara bogada
Cannagara bogada är en fjärilsart som beskrevs av William Schaus 1901. Cannagara bogada ingår i släktet Cannagara och familjen mätare. Inga underarter finns listade i Catalogue of Life.